# Johann Wilhelm Hanne
Johann Wilhelm Hanne, född den 19 december 1813 i Harber, död den 21 november 1889 i Hamburg-Eppendorf, var en tysk teolog.
Hanne var 1861–1886 professor i teologi i Greifswald. Han var, skriver Gustaf Aulén i Nordisk familjebok, "en varmt religiös 
natur med rika filosofiska och poetiska anlag". "Hans utprägladt individualistiska läggning förde honom", fortsätter han, "ofta nog i strid med fast utpräglad kyrklighet". Hans huvudsakligen apologetiska skriftställarskap är mycket omfattande (nämnas bör Die Idée der absoluten Persönlichkeit, 2 band, 1861; 2:a upplagan 1865). Det riktar, skriver Aulén, "sin udd framför allt åt två håll: i början mot rationalism, senare mot nyortodox kyrklighet; typisk är titeln på en af hans skrifter: 'Antiortodox eller mot bokstafstjänst och påfvedöme för humanitetens och kristendomens fria ande' (1846)".